# Carlos Henrique
Carlos Henrique dos Santos Souza "Henrique" (Río de Janeiro, Brasil, 2 de mayo de 1983) es un exfutbolista brasileño. Jugó de defensa y su último equipo fue el Esporte Clube Vitória de Brasil.

## Clubes
| Club                 | País    | Año       |
| -------------------- | ------- | --------- |
| CR Flamengo          | Brasil  | 2003-2005 |
| Girondins de Burdeos | Francia | 2005-2014 |
| Fluminense FC        | Brasil  | 2014-     |

## Palmarés

### Campeonatos Regionales
| Título             | Equipo   | País   | Año  |
| ------------------ | -------- | ------ | ---- |
| Taça Guanabara     | Flamengo | Brasil | 2004 |
| Campeonato Carioca | Flamengo | Brasil | 2004 |

### Campeonatos nacionales
| Título                     | Club                 | País    | Año  |
| -------------------------- | -------------------- | ------- | ---- |
| Copa de la Liga de Francia | Girondins de Burdeos | Francia | 2007 |
| Supercopa de Francia       | Girondins de Burdeos | Francia | 2008 |
| Copa de la Liga de Francia | Girondins de Burdeos | Francia | 2009 |
| Ligue 1                    | Girondins de Burdeos | Francia | 2009 |
| Supercopa de Francia       | Girondins de Burdeos | Francia | 2009 |
| Copa de Francia            | Girondins de Burdeos | Francia | 2013 |

- Datos: Q31988